# Аава, Мооника
Мооника Аава (эст. Moonika Aava, род. 19 июня 1979, Раквере) — эстонская копьеметательница. Участница двух Олимпиад (2004, 2008). Пятикратная чемпионка и экс-рекордсменка Эстонии.

## Биография и карьера
Тренируется в Пярну в спортивном клубе SK Altius. Тренер — Тоомас Мерила. Выигрывала национальные чемпионаты Эстонии в 1995, 1996, 2000, 2001 и 2002 годах. В 2001 году выиграла бронзовую медаль на молодёжном чемпионате Европы. Побеждала на отдельных этапах международных соревнований.
19 июня 2003 года установила рекорд Эстонии в метании копья среди женщин — 59,45 м. 2 августа 2004 года в Таллине она улучшила рекорд до результата 61,42 м, продержавшегося до 31 августа 2013 года. Он также является личным рекордом спортсменки.

## Международные соревнования
| 1996 | Чемпионат мира среди юниоров | Сидней, Австралия     | 9-е место  | 49,44 |
| 1999 | Молодёжный чемпионат Европы  | Гётеборг, Швеция      | 8-е место  | 50,23 |
| 2001 | Молодёжный чемпионат Европы  | Амстердам, Нидерланды | 3-е место  | 56,13 |
| 2004 | Олимпийские игры             | Афины, Греция         | 17 место   | 54,96 |
| 2005 | Чемпионат мира               | Хельсинки, Финляндия  | 14-е место | 54,24 |
| 2008 | Зимний кубок Европы          | Сплит, Хорватия       | 9-е место  | 55,43 |
| 2008 | Олимпийские игры             | Пекин, Китай          | 26-е место | 56,94 |
| 2009 | Зимний кубок Европы          | Тенерифе, Испания     | 2-е место  | 60,76 |
| 2009 | Командный чемпионат Европы   | Берген, Норвегия      | 2-е место  | 54,97 |
| 2009 | Чемпионат мира               | Берлин, Германия      | 26-е место | 53,86 |